# Liste der Baudenkmäler in Schongau

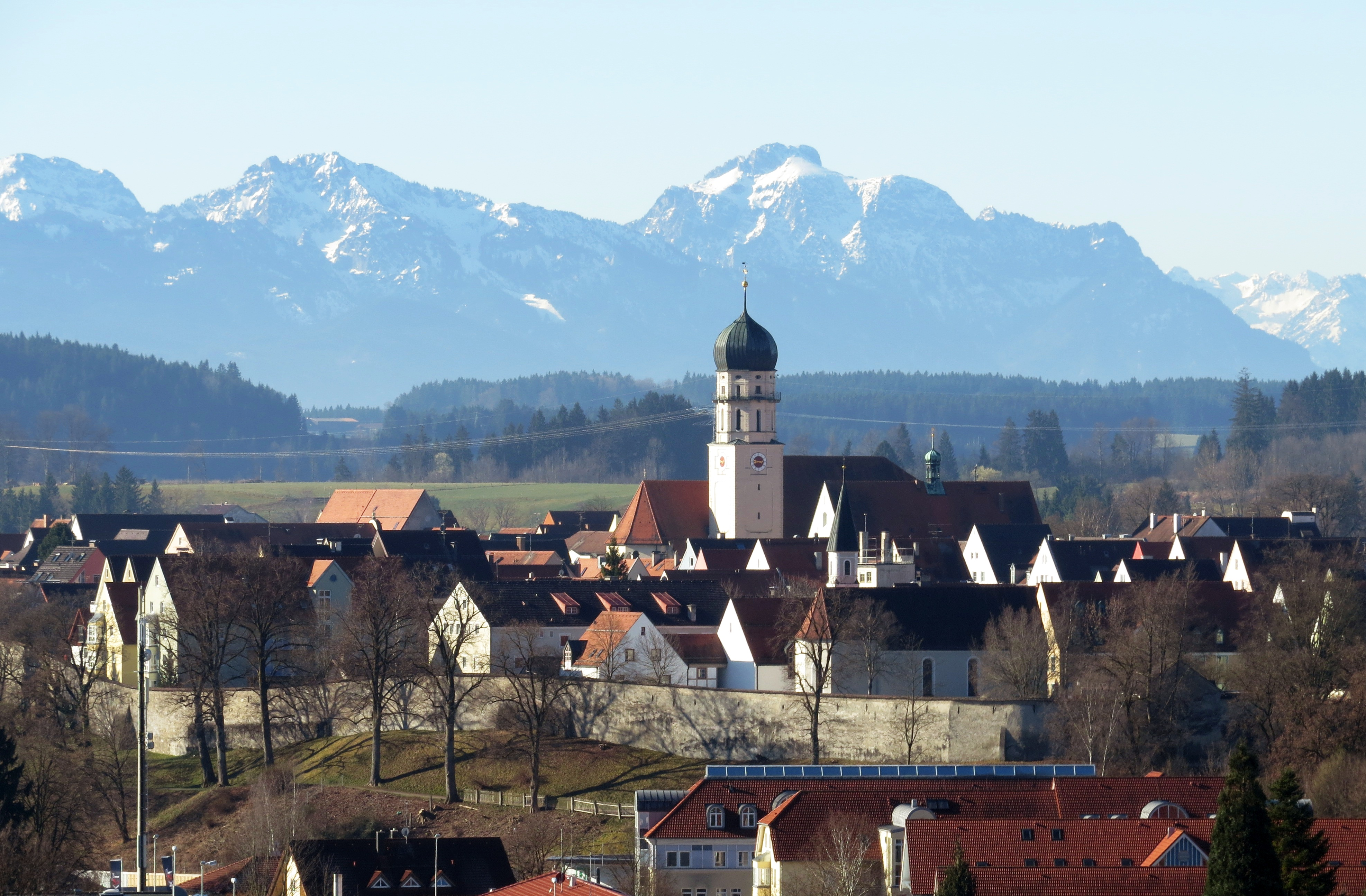
Blick auf Schongau

Auf dieser Seite sind die Baudenkmäler in der oberbayerischen Stadt Schongau zusammengestellt. Diese Tabelle ist eine Teilliste der Liste der Baudenkmäler in Bayern. Grundlage ist die Bayerische Denkmalliste, die auf Basis des Bayerischen Denkmalschutzgesetzes vom 1. Oktober 1973 erstmals erstellt wurde und seither durch das Bayerische Landesamt für Denkmalpflege geführt wird. Die folgenden Angaben ersetzen nicht die rechtsverbindliche Auskunft der Denkmalschutzbehörde.

## Ensembles

### Ensemble Altstadt Schongau

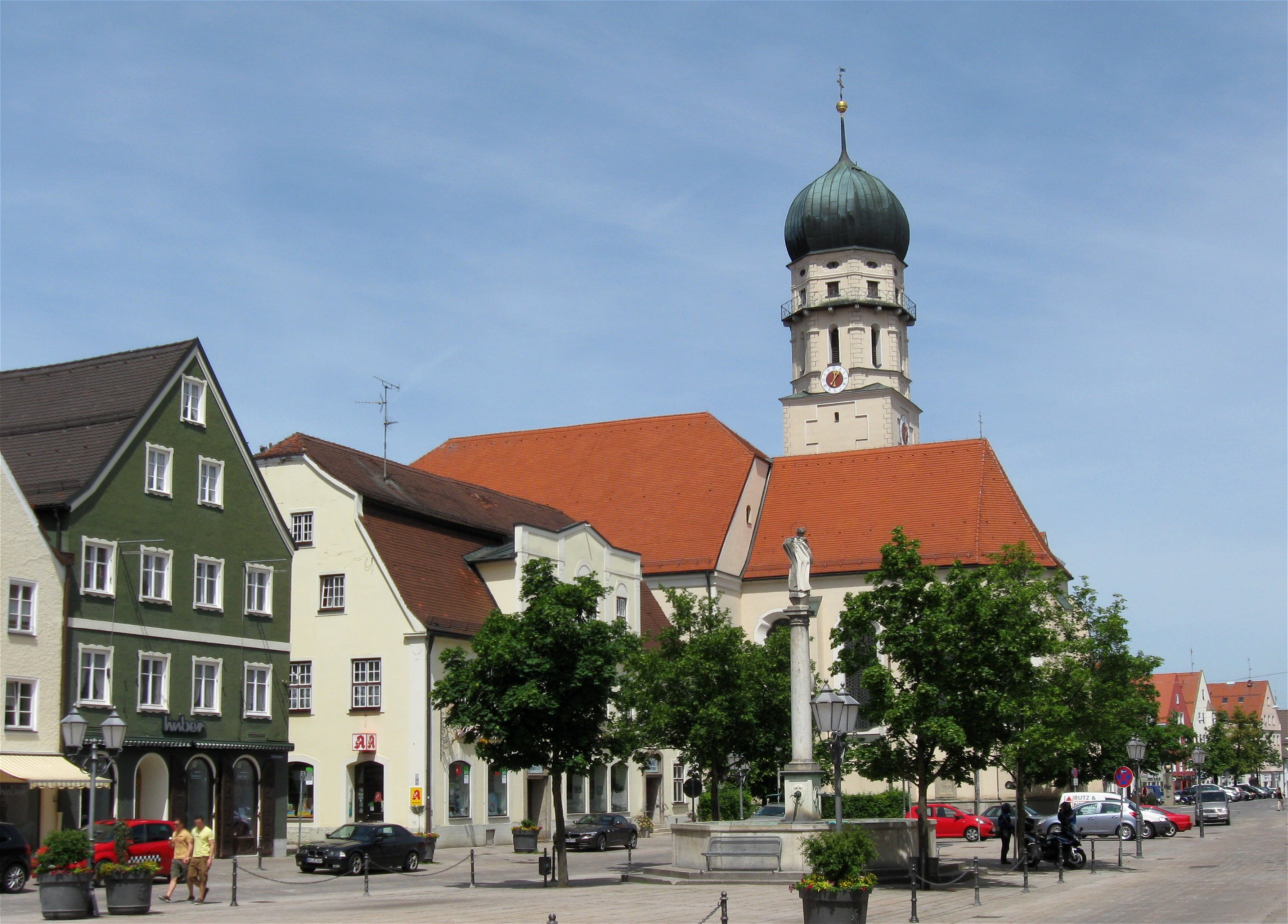
Der Marienplatz in Schongau

Das Ensemble umfasst die durch Stadtgraben und Stadtmauer begrenzte Altstadt von Schongau. Schongau ist eine planmäßige, nach 1225 angelegte staufische Stadt, die 1268 in den Besitz der bayerischen Herzöge gelangte. Anlass der Gründung war die Auflassung der nahegelegenen welfisch-staufischen Siedlung Altenstadt und die Verlegung des dortigen Marktes auf einen strategisch und verkehrsmäßig vorteilhafteren Höhenrücken oberhalb eines alten Lechüberganges, bei dem auch die alte Straße von Augsburg nach Oberitalien von einer ost-westlichen Salzstraße gekreuzt wurde, außerdem die größere Nähe zur Peitinger Welfenburg. Der Ausbau der Stadt über das gesamte ovale Plateau hinweg erfolgte stufenweise bis ins 14./15. Jahrhundert; der staufischen Kernstadt des 13. Jahrhunderts mit ihren drei Hauptstraßen-Achsen und den im rechten Winkel zugeordneten Nebenstraßen wurden vor allem der ganze Nordteil der Stadt zwischen Bauerngasse, nördlicher Münzstraße und nördlicher Amtsgerichtsstraße und der kleinere Südteil um den Lindenplatz folgerichtig angeschlossen. Der späte Einbezug von Burg und Zollstätte nordwestlich beim Maxtor ist an der Ausbuchtung des Stadtgrundrisses an dieser Stelle noch gut zu erkennen. Die Stadt war vom 13. bis zum 18. Jahrhundert gut befestigt; die weitgehend erhaltenen, eindrucksvoll die Stadt noch einfassenden Mauerzüge, eine Reihe von Türmen und zwei der fünf alten Tore erheben sich über den äußersten Rändern des Plateaus. Die Herzöge, welche die Entwicklung der Stadt begünstigten, ließen besonders die gegen Schwaben und Augsburg gerichtete Westseite der Stadt stark befestigen. Der große, von Norden nach Süden über die längste Ausdehnung der Stadt sich erstreckende Straßenmarkt, in seinem zentralen Teil bereits die Hauptachse der staufischen Kernstadt, ist das Rückgrat des Stadtgrundrisses. Er diente nicht dem Durchgangsverkehr, der quer über ihn hinweg lief, sondern als Stellplatz für Wagen und Lagerplatz für Waren. Die Bedeutung der Stadt als Warenumschlagplatz der Lechflößer und der Rottfuhrleute sowie für den Italienverkehr wird vor allem durch das spätgotische Ballenhaus anschaulich, ein stattliches Speicher-, aber auch repräsentatives Ratsgebäude, das sich freistehend in der Marktstraßen-Achse erhebt. Annähernd parallel östlich und westlich zu diesem Hauptstraßenzug verlaufen die Karmeliter- und Amtsgerichtsstraße im Osten und die Christophstraße/Bauerngasse im Westen; meist im gitterförmigen System sind zwischen diesen drei dominierenden Achsen kleinere Verbindungs- und Parallelgassen angeordnet. Einige von ihnen wurden wahrscheinlich nach dem Stadtbrand von 1493 überbaut. Die Bebauung der Stadt ist überwiegend geschlossen; das Giebelhaus des angrenzenden schwäbischen Bereichs herrscht vor. Es handelt sich meist um zweigeschossige verputzte Bürger- und Kleinhäuser, auch Stadtbauernanwesen, aus dem 18. und früheren 19. Jahrhundert, einige mit älterem Kern. Die Wohnhausbebauung weist Abstufungen an Höhe und Baumassen von der Marktstraße in Richtung auf die Nebenstraßen westlich und östlich davon auf. Diese Abstufung ist für das Stadtbild ebenso charakteristisch wie der beherrschende barocke, im Kern spätmittelalterliche Bau der Stadtpfarrkirche, dem die Anlage des ehemaligen Karmelitenklosters als zweiter dominierender barocker Akzent zur Seite tritt. Beide bereichern das im Wesentlichen mittelalterliche Fernbild der Stadt. Auch im Inneren der Stadt ist dieser mittelalterliche Grundcharakter, bestimmt durch den staufischen Grundriss, durch die Form der einzelnen Grundstücke, durch die Stadtbefestigung, durch das Schloss, das Ballenhaus, den spätgotischen, in die Marktstraße einspringenden Chor der Stadtpfarrkirche und den vorherrschenden Haustyp trotz starker Erneuerungen der Bausubstanz im Wesentlichen erhalten geblieben. Aktennummer: E-1-90-148-1.

## Stadtbefestigung
Christophstraße 23; Christophstraße 48; Bauerngasse 23; Nähe Sonnengraben; Nähe Westlicher Stadtgraben; Nähe Östlicher Stadtgraben; Nähe Am Maxtor; Lindenplatz 1; Nähe Christophstraße.

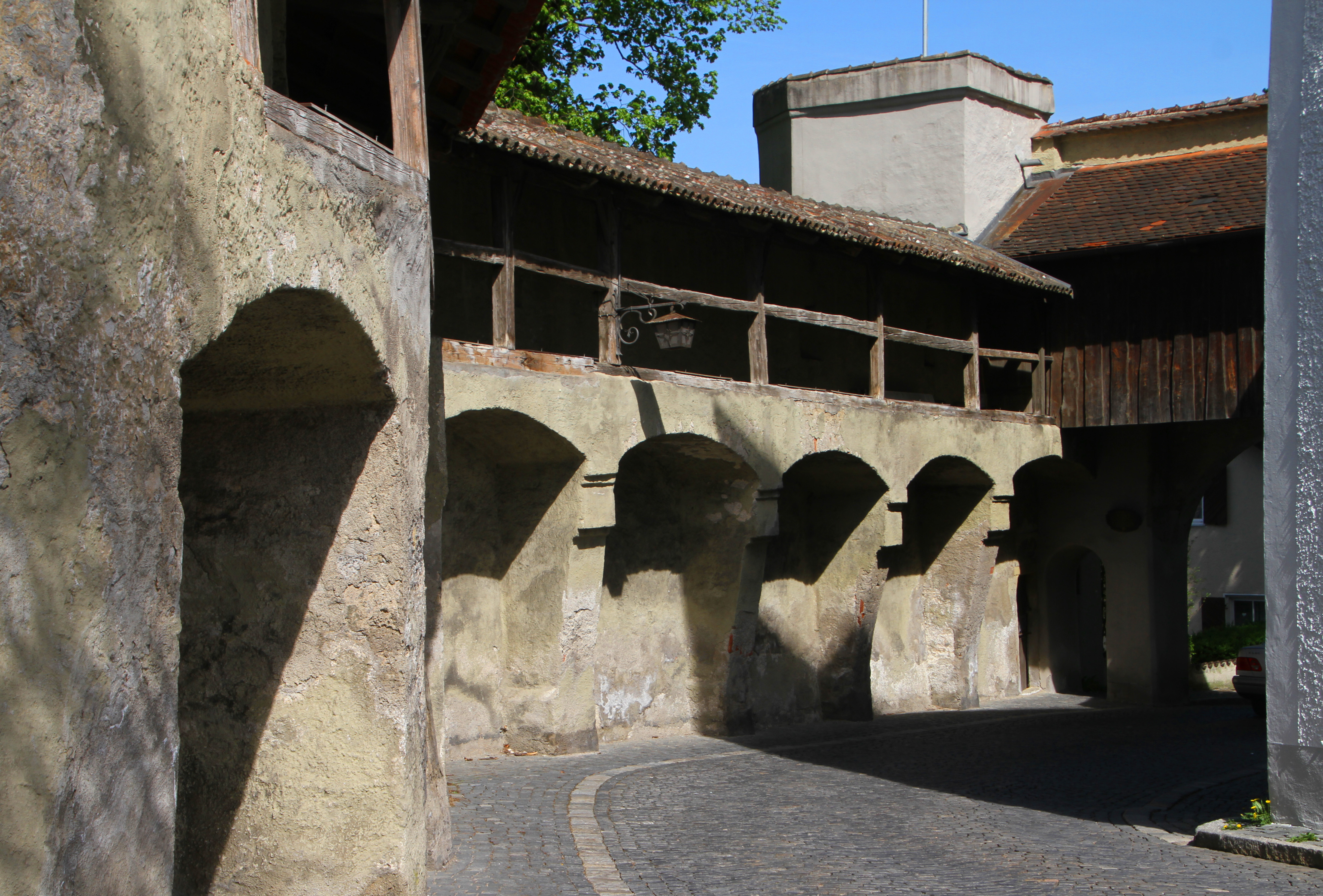
Teil der ehemaligen Stadtbefestigung

Stadtbefestigung: nahezu vollständig erhaltener Mauerbering, zum großen Teil mit Wehrgängen, von den ursprünglich 16 Türmen fünf erhalten, zwei der Toranlagen noch vorhanden (siehe Christophstraße 21/23 und 48), verputztes Mauerwerk, 13. Jahrhundert, erneuert und verstärkt bis in das 18. Jahrhundert, im 19. Jahrhundert mehrere Veränderungen und Durchbrüche.
Fünf Befestigungstürme:
- sogenannter Französischer Turm, schlichter Wachturm mit Pultdach, verputzter Massivbau, 16. Jahrhundert, 1764 wieder aufgebaut;
- sogenannter Käppele- oder Kasselturm, unten quadratischer Wachturm mit oktogonalem Aufbau und Zeltdach, verputzter Massivbau im Kern 16. Jahrhundert, wieder aufgebaut 1704/17;
- sogenannter Schwaigerturm, kleiner verputzter Turm der Stadtbefestigung und zeitweise Wasserreservoir mit Schopfwalmdach, wohl 17. Jahrhundert;
- sogenannter Polizeidienerturm bzw. Alter Einlass, fünfgeschossiger Torturm mit Fussgängerdurchlass, oktogonalem Aufbau und Zeltdach, 16. Jahrhundert;
- sogenannter Maxtorturm, quadratischer Eckturm des Maxtors mit oktogonalem Aufbau, verputzter Massivbau, 15. Jahrhundert.

Aktennummer: D-1-90-148-1
| Lage                                                                   | Objekt                            | Beschreibung                                                                                            | Akten-Nr.    | Bild             |
| ---------------------------------------------------------------------- | --------------------------------- | --- | ------------ | ---------------- |
| Amtsgerichtsstraße 2/4/6/8/10/12/14/16/18/20/22/24/26/28/30 (Standort) | Stadtmauer                        | Östlicher Zug, 13. bis 18. Jahrhundert                                                                  | D-1-90-148-1 | weitere Bilder   |
| Bauerngasse 1/3/5/11/13 (Standort)                                     | Stadtmauer                        | Nordwestlicher Zug, 13. bis 18. Jahrhundert                                                             | D-1-90-148-1 | Stadtmauer       |
| Bauerngasse 17/19/21/23 (Standort)                                     | Stadtmauer                        | Nordwestlicher Zug, 13. bis 18. Jahrhundert                                                             | D-1-90-148-1 | Stadtmauer       |
| Bauerngasse 23 (Standort)                                              | Befestigungsturm                  | Mit Pultdach, 16. Jahrhundert, und Stadtmauer, 13. bis 18. Jahrhundert                                  | D-1-90-148-1 | Befestigungsturm |
| Bauerngasse 27/29 (Standort)                                           | Stadtmauer                        | Nordwestlicher Zug, 13. bis 18. Jahrhundert                                                             | D-1-90-148-1 | Stadtmauer       |
| Bürgermeister-Schägger-Platz 3 (Standort)                              | Stadtmauer                        | Zugehöriger Rest der Stadtmauer 13. bis 18. Jahrhundert, modern überbaut.                               | D-1-90-148-1 | Stadtmauer       |
| Christophstraße 1/3/5/7/9/11/13 (Standort)                             | Stadtmauer                        | Westlicher Zug, 13. bis 18. Jahrhundert                                                                 | D-1-90-148-1 | Stadtmauer       |
| Christophstraße 19 (Standort)                                          | Stadtmauer                        | Westlicher Zug, 13. bis 18. Jahrhundert                                                                 | D-1-90-148-1 | BW               |
| Christophstraße 25/27/29/31 (Standort)                                 | Stadtmauer                        | Westlicher Zug, 13. bis 18. Jahrhundert                                                                 | D-1-90-148-1 | Stadtmauer       |
| Christophstraße 33 (Standort)                                          | Turm                              | Kleiner Turm der Stadtbefestigung, wohl 17. Jahrhundert. Zugehörige Stadtmauer, 13. bis 18. Jahrhundert | D-1-90-148-1 | weitere Bilder   |
| Christophstraße 35/37/39/41/43/45/47 (Standort)                        | Stadtmauer                        | Westlicher Zug, 13. bis 18. Jahrhundert                                                                 | D-1-90-148-1 | weitere Bilder   |
| Christophstraße 51/53/55 (Standort)                                    | Stadtmauer                        | Westlicher Zug, 13. bis 18. Jahrhundert                                                                 | D-1-90-148-1 | weitere Bilder   |
| Christophstraße 59/61/63/65/67 (Standort)                              | Stadtmauer                        | Westlicher Zug, 13. bis 18. Jahrhundert                                                                 | D-1-90-148-1 | BW               |
| Friedhofstraße 3 (Standort)                                            | Stadtmauer                        | 13. bis 18. Jahrhundert                                                                                 | D-1-90-148-1 | weitere Bilder   |
| Karmeliterstraße 6 (Standort)                                          | Stadtmauer                        | 13. bis 18. Jahrhundert                                                                                 | D-1-90-148-1 | Stadtmauer       |
| Karmeliterstraße 8 (Standort)                                          | Stadtmauer                        | 13. bis 18. Jahrhundert                                                                                 | D-1-90-148-1 | Stadtmauer       |
| Lechtorstraße 2 (Standort)                                             | Stadtmauer                        | Östlicher Zug, 13. bis 18. Jahrhundert                                                                  | D-1-90-148-1 | weitere Bilder   |
| Lindenplatz 1 (Standort)                                               | Polizeidienerturm „Alter Einlass“ | Fünfgeschossiger Torturm der Stadtbefestigung, 16. Jahrhundert                                          | D-1-90-148-1 | weitere Bilder   |
| Lindenplatz 2/3 (Standort)                                             | Stadtmauer                        | Südlicher Zug, 13. bis 18. Jahrhundert                                                                  | D-1-90-148-1 | weitere Bilder   |
| Münzstraße 44/46 (Standort)                                            | Stadtmauer                        | Nördlicher Zug, 13. bis 18. Jahrhundert                                                                 | D-1-90-148-1 | Stadtmauer       |

## Baudenkmäler nach Ortsteilen

### Schongau
| Lage                                                          | Objekt | Beschreibung | Akten-Nr.                | Bild                                                   |
| ------------------------------------------------------------- | --- | --- | ------------------------ | ------------------------------------------------------ |
| Am Maxtor 7 (Standort)                                        | Katholische Kapelle Hl. Kreuz                                                                                     | Von Johann Schmuzer 1690 ff. erbaut, 1725 von Joseph Schmuzer erweitert, mit Ausstattung. | D-1-90-148-2             | weitere Bilder                                         |
| Amtsgerichtstraße 15, 17 (Standort)                           | Ehem. Stadel, dann Doppelhaus, sog. bei Heiß und Männle                                                           | Zweigeschossiger verputzter Giebelbau mit Satteldach und verschaltem und vorkragendem Giebel, dendro.dat. 1708/09, Umbau zu Ackerbürger- und Handwerkerhaus und massiver Ersatz der seitlichen Ständewände dendro.dat. 1727 | D-1-90-148-4             | BW                                                     |
| Amtsgerichtstraße 19, 23 (Standort)                           | Doppelhaus, sog. bei Lori und Totengräber-Michl                                                                   | Zweigeschossiges Wohnhaus mit flachem Satteldach und verschaltem Giebel, im Kern verputzter Holzständerbau, dendro.dat. 1672, mit älterem Kern | D-1-90-148-5             | BW                                                     |
| Bahnhofstraße 24 (Standort)                                   | Wohnhaus | Zweigeschossiger asymmetrischer Mansarddachbau mit reichen hölzernen Zierdetails, 1898 von Joseph Kranebitter als eigenes Wohnhaus erbaut. | D-1-90-148-76            | Wohnhaus                                               |
| Ballenhausstraße 2 (Standort)                                 | Ehemaliges Kasten- und Richterhaus des Steingadener Prämonstratenser-Stifts, sogenanntes Steingadener Richterhaus | Zweigeschossiger spätmittelalterlicher Satteldachbau mit traufseitigem Bogenfries und dreigeschossigem Giebel mit Aufzugsöffnungen, im Inneren geschnitzte spätgotische Balkendecke, bezeichnet 1443; ehemaliger Salzstadel, massiver Giebelbau mit steilem Satteldach und Aufzugsöffnungen, wohl gleichzeitig                                 | D-1-90-148-6             | weitere Bilder                                         |
| Ballenhausstraße 4 (Standort)                                 | Nebengebäude | Schmaler zweigeschossiger Satteldachbau mit tiefer Ladeluke, 18./19. Jahrhundert | D-1-90-148-6 zugehörig   | weitere Bilder                                         |
| Bauerngasse 15 (Standort)                                     | Ehemaliges Bauernhaus „zum Lenzler“                                                                               | Giebelständig, mit großer Giebeltenne und Flachsatteldach, um 1477. Zugehörige Stadtmauer, 13. bis 18. Jahrhundert | D-1-90-148-8             | Ehemaliges Bauernhaus„zum Lenzler“                     |
| Blumenstraße 5 (Standort)                                     | Evangelisch-lutherische Dreifaltigkeitskirche                                                                     | 1914/16 von Adam Stuhlfaut in modern historisierenden Formen erbaut. | D-1-90-148-12            | Evangelisch-lutherische Dreifaltigkeitskirche          |
| Christophstraße 15/17 (Standort)                              | Wohnhaus Frauentorschlosser/Bei der Roten                                                                         | Traufseitiger Doppelbau mit Steilsatteldach, im Kern 17./18. Jahrhundert. Zugehörige Stadtmauer, 13. bis 18. Jahrhundert | D-1-90-148-16 Wikidata   | WohnhausFrauentorschlosser/Bei der Roten               |
| Christophstraße 16 (Standort)                                 | Wohnhaus mit Nebengebäude „zum Allatsee“                                                                          | Giebelständiger Satteldachbau, 1810/11 von Stadtmaurermeister Matthias Left als eigenes Wohnhaus erbaut, ab Mitte 19. Jahrhundert Wachszieherei. Zugehöriges Nebengebäude (Werkstatt) von 1856, aufgestockt und vergrößert 1898 bzw. 1905. | D-1-90-148-80            | Wohnhaus mit Nebengebäude„zum Allatsee“                |
| Christophstraße 21/23 (Standort)                              | Frauentor | Spätmittelalterliches Stadttor, Umgestaltung und Überbauung mit Wohnhaus 1695 ff. | D-1-90-148-18            | weitere Bilder                                         |
| Christophstraße 28 (Standort)                                 | Wohn- und Geschäftshaus zum Handler                                                                               | Zweigeschossiger Traufseitbau mit Mansardwalmdach, 1888 errichtet; reiche neubarocke Fassadengliederung mit Mittelerker und Zwerchhaus, bezeichnet 1903. | D-1-90-148-83            | weitere Bilder                                         |
| Christophstraße 48 (Standort)                                 | Maxtor | Stadttor mit achteckigem Befestigungsturm, 15. Jahrhundert. Zugehöriges Torwärterhaus, zweigeschossiger Satteldachbau, im Kern 15. Jahrhundert | D-1-90-148-24            | weitere Bilder                                         |
| Christophstraße 57 (Standort)                                 | Ehemalige Spitalkirche St. Erasmus Stadtmuseum Schongau                                                           | Langhaus 15. Jahrhundert, Chor 1681/82, 1803 profaniert, seit 1989 Stadtmuseum und Archiv. Zugehörige Stadtmauer, 13. bis 18. Jahrhundert. | D-1-90-148-27            | Ehemalige Spitalkirche St. ErasmusStadtmuseum Schongau |
| Dominikus-Zimmermann-Straße 10, Christophstraße 32 (Standort) | Wohnhaus Unterer Kupferschmied                                                                                    | Ehemaliges Bauernhaus, dreigeschossig zur Christophstraße, zweigeschossig zur Dominikus-Zimmermann-Straße, mit geschlepptem Flachsatteldach, originellem Neurenaissance-Steherker und geschnitzten neugotischen Türen, Ende 19. Jahrhundert | D-1-90-148-20            | weitere Bilder                                         |
| Frauentorweg 1 (Standort)                                     | Ehemaliges Brunnenhaus                                                                                            | Turmartiger Zeltdachbau, im Kern 16./17. Jahrhundert, mit späteren Veränderungen. | D-1-90-148-86            | Ehemaliges Brunnenhaus                                 |
| Frauentorweg 5 (Standort)                                     | Gartenhaus | Kleiner gemauerter Bau auf quadratischem Grundriss, mit Zeltdach, um 1800. | D-1-90-148-81            | weitere Bilder                                         |
| Frauentorweg 10 (Standort)                                    | Atelier | Eingeschossiger barockisierender Mansarddachbau mit Quergiebeln, um 1900 erbaut als Atelier für den Bildhauer und Keramiker Rudolf von Heider, 1912 (bezeichnet) zum Wohnhaus umgebaut durch Joseph Kranebitter. | D-1-90-148-77            | weitere Bilder                                         |
| Friedhofstraße 3 (Standort)                                   | Friedhofskirche St. Sebastian                                                                                     | Schlichter Saalbau mit eingezogenem Polygonalchor und südlichem Flankenturm, im Kern 1528, grundlegende Umgestaltung um 1774; Epitaph mit Kreuzigungsgruppe, Stein, bezeichnet 1483, in einer Nische der Stadtmauer; Friedhofskreuz, lebensgroßer historisierender Kruzifix aus Gusseisen, 1850/60; zugehörig Stadtmauer, 13.-18. Jahrhundert. | D-1-90-148-30            | weitere Bilder                                         |
| Kanzleistraße 1 (Standort)                                    | Wohnhaus mit Laden „zum Stricker-Boos“                                                                            | Kleiner Giebelbau, wohl Anfang 17. Jahrhundert, 1913 um den abgewinkelten traufseitigen Trakt erweitert; im Keller gemauerter spätmittelalterlicher Tiefbrunnen. | D-1-90-148-78            | Wohnhaus mit Laden„zum Stricker-Boos“                  |
| Karmeliterstraße 2 (Standort)                                 | Ehem. Bürgerhaus, dann Brauerei mit Gastwirtschaft, sog. Mohrenhaus,                                              | zweigeschossiger langgestreckter Eckbau mit steilem Satteldach, im Kern 17. Jh., weitestgehende Erneuerung des südlichen Teils dendro.dat. 1722/23, neubarocker Schweifgiebel 1901, mit älterem Kern | D-1-90-148-39            | BW                                                     |
| Karmeliterstraße 5 (Standort)                                 | Nebengebäude | Massiver Giebelbau mit Aufzugsöffnungen, wohl 1443, Ballenhausstraße 2 zugehörig. | D-1-90-148-6 zugehörig   | Nebengebäude                                           |
| Karmeliterstraße 6 (Standort)                                 | Katholische Spitalkirche Hl. Geist                                                                                | Ehemalige Karmeliten-Klosterkirche St. Anna 1727 ff. von Joseph Schmuzer erbaut, seit 1812 kath. Spitalkirche Hl. Geist; mit Ausstattung. | D-1-90-148-32            | weitere Bilder                                         |
| Nähe Karmeliterstraße 6 (Standort)                            | Brunnen | vierseitiges Brunnenbecken mit Mittelsäule und neugotischen Zierelementen, Gusseisen, bez. 1864 | D-1-90-148-84            | BW                                                     |
| Kirchenstraße 7 (Standort)                                    | Pfarrhaus | Zweigeschossiger Satteldachbau, im Kern 18. Jahrhundert | D-1-90-148-35            | weitere Bilder                                         |
| Lechtorstraße 4/6 (Standort)                                  | Wohnhaus „zum Falsch“                                                                                             | Satteldachbau, im Kern 16. Jahrhundert. Zugehörige Stadtmauer, 13. bis 18. Jahrhundert | D-1-90-148-37            | weitere Bilder                                         |
| Lechtorstraße 10 (Standort)                                   | Wohnhaus „zum Zachenbäck“                                                                                         | Giebelbau, im Kern 16. Jahrhundert, mit späteren Veränderungen. Auch „zum Torbäck“ oder „zum Facklerbäck“ genannt. | D-1-90-148-38            | weitere Bilder                                         |
| Lechtorstraße 11 (Standort)                                   | Bürgerhaus | Zweigeschossiger, traufseitiger Satteldachbau, 1. Hälfte 18. Jahrhundert, 1873 und später umgebaut, im Kern älter. | D-1-90-148-100           | weitere Bilder                                         |
| Lechtorstraße 11 (Standort)                                   | Ehemaliges Ökonomiegebäude, jetzt Wohn- und Geschäftshaus                                                         | Zweigeschossiger, traufseitiger Satteldachbau, 1. Hälfte 18. Jahrhundert, Inneres teilweise erneuert. | D-1-90-148-100 zugehörig | weitere Bilder                                         |
| Lechtorstraße 14 (Standort)                                   | Wohnhaus „zum Sudler“                                                                                             | Eckbau mit steilem Satteldach, zweigeschossiger Giebel mit Aufzugsöffnungen, (nach Dendro) 1540 erbaut. | D-1-90-148-40            | Wohnhaus„zum Sudler“                                   |
| Lechtorstraße 22 (Standort)                                   | Wohnhaus „zum Fassmann“                                                                                           | Schmaler, dreigeschossiger Giebelbau mit Erker, 1831, mit älterem Kern. | D-1-90-148-41            | weitere Bilder                                         |
| Lechvorstadt 5 (Standort)                                     | Wohnhaus Schöller                                                                                                 | Stattlicher zweigeschossiger Giebelbau, um 1820. | D-1-90-148-42            | WohnhausSchöller                                       |
| Lechvorstadt 7 (Standort)                                     | Wohnhaus Bertl | Stattlicher zweigeschossiger Giebelbau, um 1820. | D-1-90-148-43            | WohnhausBertl                                          |
| Lechvorstadt 21 (Standort)                                    | Wohnhaus Unterer Weinmüller                                                                                       | Zweigeschossiger Giebelbau, Fassade mit Putzgliederungen, Spionfenster, 1. Hälfte 18. Jahrhundert | D-1-90-148-44            | WohnhausUnterer Weinmüller                             |
| Lindenplatz 5 (Standort)                                      | Zweigeschossiger Traufseitbau „zum Nagelschmied“                                                                  | Mit Mittelerker und hofseitiger Laube, im Kern um 1560, in der 1. Hälfte des 19. Jahrhunderts und 1906 nach Plänen von Ludwig Metzler verändert. | D-1-90-148-82            | Zweigeschossiger Traufseitbau„zum Nagelschmied“        |
| Lindenplatz 13 (Standort)                                     | Gasthaus zur Sonne                                                                                                | Dreigeschossiger Eckbau mit Satteldach und Bogenfries über Konsolen, 1710, im Kern wohl älter. | D-1-90-148-47            | weitere Bilder                                         |
| Löwenstraße 1 (Standort)                                      | Wohn- und Geschäftshaus „zum Kapeller“                                                                            | Dreigeschossiger Eckbau mit Satteldach, 3. Viertel 19. Jahrhundert, geschnitzte Schaufensterrahmen und -läden, an der Hausecke eingelassene romanische Löwenfigur (Kopie). | D-1-90-148-56            | weitere Bilder                                         |
| Löwenstraße 3 (Standort)                                      | Ehemalige Apotheke                                                                                                | Siebenachsiger Traufseitbau mit Putzgliederungen, im Kern 1. Hälfte 16. Jahrhundert, 1803 verändert; geschnitzte Türen und Fensterläden, Mitte 19. Jahrhundert | D-1-90-148-48            | weitere Bilder                                         |
| Marienplatz 1 (Standort)                                      | Wohn- und Geschäftshaus „zum Oberen Seiler“                                                                       | Giebelbau mit Konsolerker, im Kern 18. Jahrhundert | D-1-90-148-49            | Wohn- und Geschäftshaus„zum Oberen Seiler“             |
| Marienplatz 2 (Standort)                                      | Ehemaliges Ballenhaus                                                                                             | Freistehender spätgotischer Satteldachbau, 1420, nach Brand von 1493 wieder errichtet bis 1515, ein Drittel des Gebäudes 1857 abgetragen, der Rest neugotisch mit Treppengiebeln gestaltet; im Inneren gotische und neugotische geschnitzte Decken und Wandverkleidungen.                                                                      | D-1-90-148-50            | weitere Bilder                                         |
| Marienplatz 3/5 (Standort)                                    | Wohn- und Geschäftshaus „zum Oberer Huterer/Left“                                                                 | Dreigeschossig, mit Erker, steinerner Balkonbrüstung und Treppengiebel, im Kern Anfang 19. Jahrhundert, neugotische Ausgestaltungen Ende 19. Jahrhundert | D-1-90-148-52            | Wohn- und Geschäftshaus„zum Oberer Huterer/Left“       |
| Marienplatz 7 (Standort)                                      | Musikschule | Ehemaliges Magistratsgebäude, stattlicher dreigeschossiger Traufseitbau mit Steilsatteldach, 17. Jahrhundert, im Inneren ehemalige Hauskapelle. | D-1-90-148-53            | Musikschule                                            |
| Marienplatz 11 (Standort)                                     | Portal Bilori-Martl/Steinmetz                                                                                     | Hausteinportal, um 1840/50. | D-1-90-148-54            | weitere Bilder                                         |
| Marienplatz 14 (Standort)                                     | Deckengemälde Schäfflerhaus                                                                                       | 1750 von Franz Anton Wassermann; im Obergeschoss. | D-1-90-148-79            | weitere Bilder                                         |
| Marienplatz 15 (Standort)                                     | Wohn- und Geschäftshaus                                                                                           | Dreigeschossiger Satteldachbau, 18. Jahrhundert, Erdgeschoss weitgehend erneuert. | D-1-90-148-91            | Wohn- und Geschäftshaus                                |
| Marienplatz 18 (Standort)                                     | Wohn- und Geschäftshaus „zum Platz-Seiler“                                                                        | Hausfigur, Pieta, Ende 17. Jahrhundert; im Obergeschoss Stuckdecke, um 1675/80. | D-1-90-148-57            | Wohn- und Geschäftshaus„zum Platz-Seiler“              |
| Marienplatz 19 (Standort)                                     | Hotel Alte Post                                                                                                   | Neubarockes Eckhaus mit Mansardwalmdach und Zwerchgiebeln, 1889 erbaut. | D-1-90-148-58            | weitere Bilder                                         |
| Marienplatz 22 (Standort)                                     | Apotheke Hehlwirt                                                                                                 | Stattlicher breitgelagerter Giebel-Eckbau, Mitte 17. Jahrhundert | D-1-90-148-59            | weitere Bilder                                         |
| Marienplatz 23 (Standort)                                     | Katholische Stadtpfarrkirche Mariä Himmelfahrt                                                                    | Chor und Turmunterbau spätgotisch, nach Brand von 1493 errichtet, erneuter Wiederaufbau des Chores und Turmobergeschoss 1667 f., Langhaus 1751 ff.; mit Ausstattung. (Geschütztes Kulturgut) | D-1-90-148-60            | weitere Bilder                                         |
| Münzstraße 1/3 (Standort)                                     | Rathaus | Dreigeschossiger Giebelbau mit Erdgeschossarkaden, Erker auf der Südseite und Dachreiter, 1922 ff. von Oswald Bieber in einer Synthese aus Heimatstil und Baustil der 1920er Jahre erbaut. | D-1-90-148-61            | weitere Bilder                                         |
| Münzstraße 2 (Standort)                                       | Wohn- und Geschäftshaus                                                                                           | Zweigeschossiger Eckbau mit reicher Putzgliederung, Zwerchgiebel und Satteldach, im Kern 17./18. Jahrhundert, 1898 nach Plänen von Joseph Kranebitter umgestaltet. | D-1-90-148-87            | weitere Bilder                                         |
| Münzstraße 10 (Standort)                                      | Gasthaus Blaue Traube                                                                                             | Stattlicher Giebelbau, 18. Jahrhundert, Fassade 1957, 1993 ff. umgebaut | D-1-90-148-62            | weitere Bilder                                         |
| Münzstraße 32 (Standort)                                      | Ehemaliges Gasthaus Weißes Lamm Burger                                                                            | Giebelbau mit Schweifgiebel, im Kern um 1780 errichtet, 1821 umgebaut. | D-1-90-148-63            | Ehemaliges Gasthaus Weißes LammBurger                  |
| Münzstraße 33; Reichelstraße 2 (Standort)                     | Ehemalige Bezirkssparkasse, jetzt Landratsamt                                                                     | Zweigeschossiger traufständiger Satteldachbau mit giebelständigem Kopfbau in Formen des Heimatstils, von Andor Ákos, 1936/37; Nebengebäude mit Garage, verputzter Steildachbau,gleichzeitig; Hofmauer, verputzt, gleichzeitig. | D-1-90-148-101           | Ehemalige Bezirkssparkasse, jetzt Landratsamt          |
| Münzstraße 48 (Standort)                                      | Münzhaus | Jetzt Polizei, Traufseitbau, 1768 ff. nach Plänen von Leonhard Matthäus Giessl über älterem Kern errichtet. – Zugehörige Stadtmauer, 13. bis 18. Jahrhundert (Durchbrüche modern, PfSchongaue 1830). | D-1-90-148-66            | weitere Bilder                                         |
| Oskar-von-Miller-Straße 3 (Standort)                          | sog. Münzenbrunnen                                                                                                | quadratisches Brunnenbecken mit Bronzeplastik aus abstrahierten griechischen Münzen und Lanzenspitzen, von Marlene Neubauer-Woerner, 1977 | D-1-90-148-177           | weitere Bilder                                         |
| Östlicher Stadtgraben 2 (Standort)                            | Villa | Zweigeschossig mit Walmdach und polygonalem Eckerker, in reduzierten historisierenden Formen, von Josef Kranebitter, 1910; Garten-Salettl, kleiner Satteldachbau mit massivem Sockel und Verglasung, gleichzeitig; Holzschuppen, schmaler Ständerbau auf hohem Massivsockel mit Satteldach, gleichzeitig.                                      | D-1-90-148-93            | Villa                                                  |
| Reichelstraße 4 (Standort)                                    | Ehemaliges Bauernhaus zum Bot                                                                                     | Mit Giebeltenne, 18. Jahrhundert, vorstehendes Dach, Ende 19. Jahrhundert | D-1-90-148-67            | weitere Bilder                                         |
| Reichelstraße 18 (Standort)                                   | Ehemaliges Bauernhaus zum Strauß                                                                                  | Mit giebelseitigem Tennentor und Putzgliederung, 1829 über älterem Kern errichtet. | D-1-90-148-68            | weitere Bilder                                         |
| Rentamtstraße 1 (Standort)                                    | Finanzamt | Ehemaliger Rottenbucher Kasten, dreigeschossiger lang gestreckter Eckbau, reich gegliedert, Ende 18. Jahrhundert | D-1-90-148-69            | Finanzamt                                              |
| Rentamtstraße 4 (Standort)                                    | Wohnhaus | Kleiner Traufseitbau, um 1740. | D-1-90-148-70            | Wohnhaus                                               |
| Rentamtstraße 6 (Standort)                                    | Wohnhaus „zum Schmidfutter“                                                                                       | Kleiner Traufseitbau, im Kern 2. Hälfte 18. Jahrhundert | D-1-90-148-71            | Wohnhaus„zum Schmidfutter“                             |
| Rentamtstraße 8 (Standort)                                    | Wohnhaus „zum Spital-Drechsler“                                                                                   | Kleiner Traufseitbau mit Flacherker, im Kern 2. Hälfte 18. Jahrhundert | D-1-90-148-72            | Wohnhaus„zum Spital-Drechsler“                         |
| Rentamtstraße 10 (Standort)                                   | Wohnhaus „zum Spengler“                                                                                           | Kleiner Traufseitbau, 1. Hälfte 19. Jahrhundert, mit älterem Kern. | D-1-90-148-73            | Wohnhaus„zum Spengler“                                 |
| Schloßplatz 1 (Standort)                                      | Landratsamt | Ehemaliges Schloss, zwei- und dreigeschossige Dreiflügelanlage mit Krüppelwalmdächern, im Kern nach Brand 1493, ausgebaut und erneuert in der 2. Hälfte des 18. Jahrhunderts und 1938. Alte Schloßgartenmauer an der Bauerngasse, wohl 16. Jahrhundert                                                                                         | D-1-90-148-23            | weitere Bilder                                         |
| Schloßplatz 3 (Standort)                                      | Brunnen | Vierseitiges Brunnenbecken mit Mittelsäule und neugotischen Zierelementen, Gusseisen, bezeichnet 1857. | D-1-90-148-85            | weitere Bilder                                         |
| Schloßplatz 3 (Standort)                                      | Ehemaliges Handwerkerhaus                                                                                         | Hälfte eines Doppelhauses, zweigeschossiger Massivbau mit Satteldach, ehemals in Geschossbauweise, im Kern dendrochronologisch datiert 1538/39, rückwärtiger Pultdachanbau, holzverschalter Ständerbau, 19. Jahrhundert. | D-1-90-148-102           | Ehemaliges Handwerkerhaus                              |
| Schönlinder Straße 37b (Standort)                             | Sommerkeller der ehemaligen Rößlebrauerei                                                                         | Zwei nebeneinanderliegende, tonnengewölbte Kellerräume, im Kern 1828/29. | D-1-90-148-92            | BW                                                     |
| Schönlinder Straße 41 (Standort)                              | Katholische Pfarrkirche Verklärung Christi                                                                        | Ziegel/Betonbau über gebrochen sechseckigem Grundriss mit überhöhtem Altarraum, über die Sakristei angeschlossenen pyramidenförmig ausgezogener Campanile, bekrönt von geöffneten Händen, erbaut 1966–68 nach Plänen von Friedrich Ferdinand Haindl, München; mit Ausstattung.                                                                 | D-1-90-148-90            | weitere Bilder                                         |
| Wasserstraße 4 (Standort)                                     | Ehemaliges Handwerkerhaus                                                                                         | zweigeschossige Doppelhaushälfte in Holzständer- und Ziegelbauweise, mit Satteldach, 1. Hälfte 16. Jh. (dendro.dat. 1509), Umbauten im 19. Jh. | D-1-90-148-178           | BW                                                     |
| Weinstraße 6/8 (Standort)                                     | Doppelwohnhaus Stechele-Schlosser/Schuster-Bernhard                                                               | Eckbau mit Satteldach, im Kern 1493/94, mit Veränderungen des 18./19. Jahrhunderts | D-1-90-148-74            | weitere Bilder                                         |

### Dornau
| Lage                 | Objekt                         | Beschreibung                                                      | Akten-Nr.     | Bild                           |
| -------------------- | ------------------------------ | ----------------------------------------------------------------- | ------------- | ------------------------------ |
| Dornau 13 (Standort) | Katholische Kapelle St. Petrus | Langhaus romanisch, Chor Anfang 16. Jahrhundert; mit Ausstattung. | D-1-90-148-75 | Katholische Kapelle St. Petrus |

## Ehemalige Baudenkmäler
In diesem Abschnitt sind Objekte aufgeführt, die früher einmal in der Denkmalliste eingetragen waren, jetzt aber nicht mehr. Objekte, die in anderem Zusammenhang – also z. B. als Teil eines Baudenkmals – weiter eingetragen sind, sollen hier nicht aufgeführt werden. Aktennummern in diesem Abschnitt sind ehemalige, jetzt nicht mehr gültige Aktennummern.

| Lage                                   | Objekt                        | Beschreibung | Akten-Nr.     | Bild           |
| -------------------------------------- | ----------------------------- | --- | ------------- | -------------- |
| Schongau Karmeliterstraße 4 (Standort) | Brunnen                       | Gusseisen, bezeichnet 1864. | D-1-90-148-31 | weitere Bilder |
| Schongau Karmeliterstraße 8 (Standort) | Ehemaliges Karmeliten-Kloster | Lang gestreckter, dreigeschossiger, an die Kirche nördlich anschließender Trakt, 1720 ff. erbaut und 1750 mit dem Neubau des Noviziats (Nr. 12) erhöht, 1815 Einrichtung des Hl. Geist-Spitals, später Musikschule, seit 1991 Altenheim, stark erneuert. | D-1-90-148-33 | weitere Bilder |